# アナ・リリー・アミールポアー
アナ・リリー・アミールポアー（Ana Lily Amirpour）は、イラン系アメリカ人の映画監督、脚本家、プロデューサーである。『ザ・ヴァンパイア 〜残酷な牙を持つ少女〜』（2014年）で長編映画監督デビューを果たした。

## 生い立ち
イギリスで生まれた後、幼い頃にフロリダ州マイアミに移る。さらにその後は家族でカリフォルニア州ベーカーズフィールドに移り、そこで高校に通う。高校卒業後はサンフランシスコ州立大学に通い、さらにUCLA演劇・映画・テレビ学部を卒業した。

## キャリア
短編映画をいくつか手がけた後、2014年に『ザ・ヴァンパイア 〜残酷な牙を持つ少女〜』で長編映画監督デビューを果たす。「初のイラニアン・ヴァンパイア・スパゲティ・ウエスタン」と称された同作はサンダンス映画祭で上映されて話題を呼び、キノ・ローバーの目に止まってヴァイス・フィルムズにより配給された。『ヴァイス』のクリエイティブ・ディレクターのエディ・モレッティは彼女を「次のタランティーノ」と呼び、また『ニューヨーク・タイムズ』のA・O・スコットは映画を「ジム・ジャームッシュのようにクール」で「無邪気な初々しいけ無法者のロマン主義」と評した。さらに『フィルムメイカー』は2014年のインディペンデント映画のニューフェイス25人の1人に彼女を挙げた。
2016年には長編第二作『マッドタウン』が公開された。

## フィルモグラフィ

### 短編映画
- Six and a Half (2009) 監督・脚本
- You (2009) 監督・製作・原案・編集
- True Love (2010) 監督・脚本
- Ketab (2010) 監督・脚本・編集
- Ana Lily Amirpour Likes This (2010) 監督・製作・撮影・編集、ドキュメンタリー
- Pashmaloo (2011) 監督・脚本・編集
- A Girl Walks Home Alone at Night (2011) 監督・脚本・編集
- A Little Suicide (2012) 監督・脚本
- I Feel Stupid (2012) 原案・脚本

### 長編映画
- The Garlock Incident (2012) 原案
- ザ・ヴァンパイア 〜残酷な牙を持つ少女〜 A Girl Walks Home Alone at Night (2014) 監督・脚本
- マッドタウン The Bad Batch (2016) 監督・脚本
- モナ・リザ アンド ザ ブラッドムーン Mona Lisa and the Blood Moon (2022) 監督・脚本

### テレビドラマ
- レギオン (2018) 第2話